# Яструб чубатий

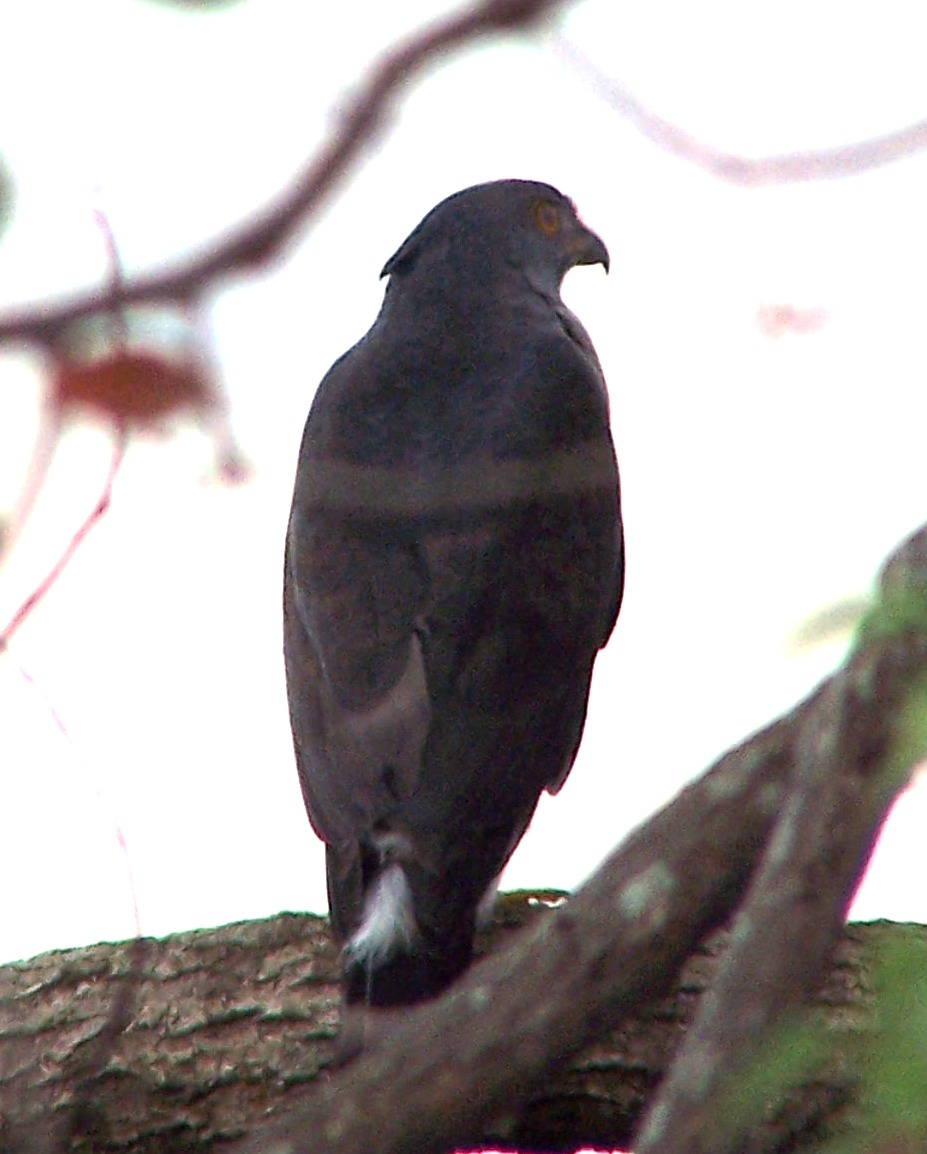
Чубатий яструб зі спини

Яструб чубатий (Accipiter trivirgatus) — хижий птах роду яструбів родини яструбових ряду яструбоподібних. Мешкає в Південній і Південно-Східній Азії. Виділяють низку підвидів.

## Опис
Довжина птаха 30–46 см, вага 224–450 г. Виду притаманний статевий диморфізм: розмах крил самців становить 68-76 см, самок 78-90 см.  деякі підвиди різняться за розміром. так, найбільші самці A. t. formosae важать 352 г, самки 563 г.
Чубатий яструб має короткі крила і довгий хвіст, пристосований до маневрування між дерев. Він має на голові невеликий чуб. Верхня частина тіла в самців номінального підвиду темно-коричневого кольору, голова і чуб чорні, щоки світло-сірі. Нижня частина тіла біла, поцяткована коричневими смужками. У інших підвидів голова більш сірого кольору. Очі золоті або оранжеві. в залежності від підвиду. Восковиця і лапи жовті.

## Поширення і екологія
Чубіті яструби мешкають на великій тенриторії Південної і Південно-Східної Азії, від західного узбережжя Індії і Шрі-Ланки до Філіппін і Тайваня на сході і Індонезії на півдні. Вони живуть у вологих тропічних і субтропічних лісах, на висоті від 0 до 1800 м над рівнем моря (в деяких районах можуть жити на висоті 2400 м над рівнем моря). Вони часто віддають перевагу лісовим масивам, що межують з відкритим простором. 

## Таксономія
Виділяють одинадцять підвидів:
- A. t. indicus (Hodgson, 1836), поширений в північних і північно-східних районах Індії, в Непалі, на півдні Китаю, на Хайнані, в Індокитаї і на Малайському півострові;
- A. t. formosae Mayr, 1949, поширений на Тайвані;
- A. t. peninsulae Koelz, 1949, поширений в південно-західній Індії;
- A. t. layardi (Whistler, 1936), поширений на Шрі-Ланці;
- A. t. trivirgatus (Temminck, 1824), поширений на Суматрі;
- A. t. niasensis Mayr, 1949, поширений на острові Ніас (у західного узбережжя Суматри);
- A. t. javanicus Mayr, 1949, поширений на Яві і Балі;
- A. t. microstictus Mayr, 1949, поширений на Борнео;
- A. t. palawanus Mayr, 1949, поширений на Каламіанських островах і на Палавані;
- A. t. castroi Manuel e Gilliard, 1952, поширений на острові Полілло, біля східного узбережжя Лусону;
- A. t. extimus Mayr, 1945, поширений на островах Самар, Лейте, Негрос і Мінданао.

## Розмноження
Сезон гніздування зазвичай триває з грудня по травень, хоча в південних регіонах трохи раніше: з лютого по травень на Шрі-Ланці, в січні на Суматрі, з грудня по березень на Яві. У кладці зазвичай 2 яйця. На Шрі-Ланці інкубаційний період триває 34 дні.

## Збереження
це численний і широко поширений вид, хоча в окремих регіонах він може бути рідкісним. МСОП вважає цей вид таким, що не потребує особливих заходів зі збереження.